# Cicindela nigrior
Cicindela nigrior este o specie de insecte coleoptere descrisă de Schaupp în anul 1884. Cicindela nigrior face parte din genul Cicindela, familia Carabidae. Această specie nu are alte subspecii cunoscute.